# Visconde do Serrado
Visconde do Serrado é um título nobiliárquico criado por D. Luís I de Portugal, por Decreto de 8 de Maio de 1873, em favor de Francisco de Assis de Melo de Lemos e Alvelos.
Titulares
1. Francisco de Assis de Melo de Lemos e Alvelos, 1.º Visconde do Serrado.